# Dean Hall
Dean Hall, född 16 november 1957 i Palo Alto, Kalifornien, USA är en amerikansk racerförare.
Han körde totalt 21 lopp i CART-serien under säsongerna 1990, 1991 och 1995 med två elfteplaceringar i Budweiser Grand Prix 1990 och Red Roof Inns 200 1990 som bäst. Han körde även Indianapolis 500 1990.
Innan han började köra i CART-serien blev han 1988 års mästare i Atlantic Championship och 1989 års mästare i Formula Pacific. Han vann även Nya Zeelands Grand Prix 1989 när han körde i New Zealand Formula Atlantic.